# 오인동
오인동(1939년 11월 19일 ~ 2025년 6월 19일)은 재미동포 정형외과 의사이다. 인공고관절에 관한 세계적인 정형외과 전문의(대한민국에서는 세계적인 정형외과 전문의라는 부분에 대해 이견이 많음)이면서 남한과 북한의 장점을 살린 통일조국 '연합방 Corea'를 세우자고 주장한 통일운동가이기도 하다. 1992년 처음 재미한인의사회 학술교류 방문단으로 북한에 다녀오면서 북한의 열악한 의료 상황에 안타까움을 느꼈고, 2009년 이후 여러 차례 북한을 방문하였는데, 갈 때마다 자신이 고안한 값비싼 인공고관절 기구 등을 건네주었고, 이후 현지에서 직접 생산할 수 있도록 도움을 주기도 하였다. 평양의과대학 병원에서 현지 의료진과 함께 수술을 집도하고 자신이 직접 고안한 인공고관절 기술을 전수하기도 하였다.

## 저서
- 《평양에 두고 온 수술가방》. 창비. 2010년. ISBN 9788936471941
- 《밖에서 그려보는 통일의 꿈》. 다트앤. 2013년. ISBN 9788960701052

## 상훈
- 2013년 <윤동주 민족상>